# 삼성로 (수원시)
삼성로(Samsung-ro)는 경기도 수원시 영통구 망포동 신동사거리에서 용인시 기흥구 영덕동 삼성삼거리를 잇는도로이다.

## 주요 경유지
경기도
- 수원시 영통구 (망포동 . 매탄동) - 용인시 기흥구 (영덕동)

## 노선
| 이름                     | 접속 노선                   | 소재지            | 소재지            | 소재지            | 비고              |
| 동탄지성로와 직결        | 동탄지성로와 직결           | 동탄지성로와 직결 | 동탄지성로와 직결 | 동탄지성로와 직결 | 동탄지성로와 직결 |
| ------------------------ | --------------------------- | ----------------- | ----------------- | ----------------- | ----------------- |
| 신동사거리               | 덕영대로                    | 수원시            | 영통구            | 망포동            |                   |
| 삼성로지텍사거리         |                             | 수원시            | 영통구            | 매탄동            |                   |
| 삼성디지털시티남문사거리 |                             | 수원시            | 영통구            | 매탄동            |                   |
| 삼성디지털시티사거리     |                             | 수원시            | 영통구            | 매탄동            |                   |
| SDS삼거리                | 삼성로168번길               | 수원시            | 영통구            | 매탄동            |                   |
| 세화사거리               | 삼성로213번길 신원로294번길 | 수원시            | 영통구            | 매탄동            |                   |
| 큰우물사거리             | 매영로                      | 수원시            | 영통구            | 매탄동            |                   |
| 삼성사거리               | 국도 제42호선 (중부대로)    | 용인시            | 기흥구            | 영덕동            |                   |

## 주요 건물및 시설
- 트레이더스 홀세일 클럽 홀세일클럽 수원점 (삼성로 2/신동 941)
- 스타벅스 수원트레이더스점 (삼성로 2/신동 941)
- 삼성전자 본사 (삼성로 129/매탄동 416)
- 새마을금고 삼성전자 새마을금고 본점 (삼성로 129/매탄동 416)
- 파리바게뜨 수원삼성전자점 (삼성로 129/매탄동 416)
- 우리은행 삼성전자미래기술 캠퍼스출장소 (삼성로 130/매탄동 560)
- GS25 수원팩토리점 (삼성로 274/원천동 332-2)
- 삼성전자서비스 본사 (삼성로 290/원천동 327)
- 엔젤리너스 르노수원점 (삼성로 300/원천동 320-1)
- 르노코리아자동차 서비스 수원사업소 (삼성로 300/원천동 320-1)
- 르노코리아자동차 서비스코너삼성로점 (삼성로 301/원천동 321-3)
- CJ대한통운 경기 수원우리광교대리점 (삼성로 318/원천동 298-1)